# دينا الجهني
الأميرة دينا علي الجهني (ولدت1 مارس 1975). رائدة أعمال سعودية، مؤسسة ومالكة متجر دي أن آي (DNA) في الرياض. ورئيسة تحرير مجلة فوغ العربية سابقًا حيث أقيلت من هذا المنصب في 13 أبريل 2017 بعد عددين تحت إشرافها.

## نشأتها وحياتها الشخصية
ولدت في ولاية كاليفورنيا  ابنة لوزير الاتصالات السعودي السابق علي الجهني. عاشت حياتها متنقلة بين الشرق الأوسط والولايات المتحدة لعمل والدها الاقتصادي البارز. تزوجت من العائلة المالكة السعودية من الأمير سلطان بن فهد بن ناصر  ولاحقًا أنجبت ثلاثة أبناء منهما توأمان ذكور وابنة 

## السيرة المهنية
بدأ اهتمامها بالموضة عندما اقتنت مجلة “تاتلر” المهتمة بالأزياء الراقية، حيث كانت دينا في عامها السادس فقط، وعن ذلك تقول: “كنت أدرس كل مجلة من الغلاف إلى الغلاف، فقد كنت تواقة لكل شيء له علاقة بالموضة”. بعد حضورها لعدة عروض أزياء عالمية قررت افتتاح متجرها "DNA" في الرياض سنة 2006، والذي لا يمكن التسوق منه سوى من خلال عضوية أو استلام دعوة من الأميرة دينا شخصيًا. في عام 2013 افتتحت فرعًا للمتجر في الدوحة قطر.
بعد عقد من نجاح أعمالها في منطقة الخليج، أطلقت دينا موقع تسوق الكتروني يحمل اسم DNACHIC.com“ ويسهم المتجر في تقديم مصممي أزياء إلى زبائن الشرق الأوسط.
في سبتمبر 2016 عينت دينا رئيسة تحرير لمجلة فوغ العربية في أول عدد لها واستمرت على رأس العمل لفتره قصيرة قبل أن تطرد بسبب خلاف مع إدارة المجلة.